# Веприка
Веприка — река в России, протекает по Дзержинскому району Калужской области. Левый приток Угры.
Веприка берёт начало в лесах восточнее посёлка Льва Толстого. Устье реки находится в 13 км от устья Угры. Длина реки составляет 11 км.

## Данные водного реестра
По данным государственного водного реестра России относится к Окскому бассейновому округу, водохозяйственный участок реки — Угра от истока и до устья, речной подбассейн реки — Бассейны притоков Оки до впадения Мокши. Речной бассейн реки — Ока.
Код объекта в государственном водном реестре — 09010100412110000021634.